# 도봉구의 행정 구역
도봉구의 행정 구역은 14개의 행정동과 385통 2,926반으로 구성되어 있다. 도봉구의 면적은 20.84km2로 서울시의 3.44%에 해당한다. 도봉구의 인구는 2012년 7월 1일을 기준으로 138,263 세대, 363,565 명이다.

## 행정 구역

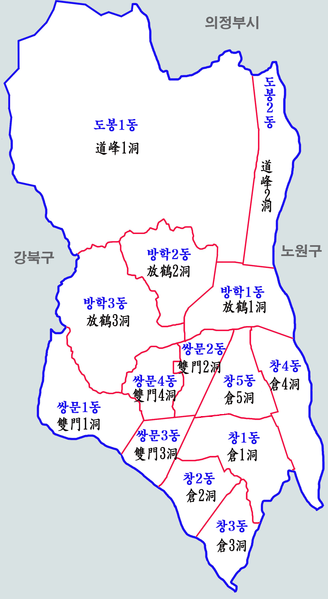
도봉구의 행정 구역

| 행정동    | 법정동 | 한자   | 면적  | 세대    | 인구    |
| --------- | ------ | ------ | ----- | ------- | ------- |
| 쌍문제1동 | 쌍문동 | 雙門洞 | 1.24  | 8,589   | 22,170  |
| 쌍문제2동 | 쌍문동 | 雙門洞 | 0.54  | 8,520   | 21,739  |
| 쌍문제3동 | 쌍문동 | 雙門洞 | 0.50  | 7,664   | 18,738  |
| 쌍문제4동 | 쌍문동 | 雙門洞 | 0.52  | 7,476   | 21,655  |
| 방학제1동 | 방학동 | 放鶴洞 | 0.69  | 12,343  | 32,102  |
| 방학제2동 | 방학동 | 放鶴洞 | 0.74  | 9,771   | 23,967  |
| 방학제3동 | 방학동 | 放鶴洞 | 2.64  | 10,849  | 32,199  |
| 창제1동   | 창동   | 倉洞   | 0.88  | 10,862  | 28,540  |
| 창제2동   | 창동   | 倉洞   | 1.07  | 11,911  | 31,623  |
| 창제3동   | 창동   | 倉洞   | 0.67  | 6,573   | 15,887  |
| 창제4동   | 창동   | 倉洞   | 0.96  | 11,069  | 30,881  |
| 창제5동   | 창동   | 倉洞   | 0.70  | 10,092  | 27,871  |
| 도봉제1동 | 도봉동 | 道峰洞 | 8.72  | 10,581  | 24,672  |
| 도봉제2동 | 도봉동 | 道峰洞 | 0.83  | 11,963  | 31,521  |
| 도봉구    | 도봉구 | 道峰區 | 20.70 | 138,263 | 363,565 |

## 개요

도봉구의 법정동

| 행정동명  | 설명                                                                                                 | 법정동명 | 설명 |
| --------- | --- | -------- | --- |
| 쌍문제1동 | 1980년 일부 지역이 쌍문3동으로 분동되었다.                                                           | 쌍문동   | 조선시대에는 경기도 양주목 해등촌면 지역이었고, 1914년 양주군 노해면에 속하였다. 1963년 서울특별시 성북구에 편입되면서 쌍문동이 되었고, 1973년부터 도봉구 관할로 되었다.                                                                   |
| 쌍문제2동 | 1991년 일부 지역이 쌍문4동으로 분동되었다.                                                           | 쌍문동   | 조선시대에는 경기도 양주목 해등촌면 지역이었고, 1914년 양주군 노해면에 속하였다. 1963년 서울특별시 성북구에 편입되면서 쌍문동이 되었고, 1973년부터 도봉구 관할로 되었다.                                                                   |
| 쌍문제3동 | 1980년 쌍문1동으로부터 분동되었다.                                                                   | 쌍문동   | 조선시대에는 경기도 양주목 해등촌면 지역이었고, 1914년 양주군 노해면에 속하였다. 1963년 서울특별시 성북구에 편입되면서 쌍문동이 되었고, 1973년부터 도봉구 관할로 되었다.                                                                   |
| 쌍문제4동 | 1991년 쌍문2동으로부터 분동되었다.                                                                   | 쌍문동   | 조선시대에는 경기도 양주목 해등촌면 지역이었고, 1914년 양주군 노해면에 속하였다. 1963년 서울특별시 성북구에 편입되면서 쌍문동이 되었고, 1973년부터 도봉구 관할로 되었다.                                                                   |
| 방학제1동 | 1975년 도봉동에서 분동하였다.                                                                        | 방학동   | 조선시대에는 경기도 양주목 해등촌면 지역이었고, 1914년 양주군 노해면에 속하였다. 1963년 서울특별시 성북구에 편입되면서 방학동이 되었고, 1973년부터 도봉구 관할로 되었다.                                                                   |
| 방학제2동 | 1980년 방학1·2동으로 분동하였다.                                                                     | 방학동   | 조선시대에는 경기도 양주목 해등촌면 지역이었고, 1914년 양주군 노해면에 속하였다. 1963년 서울특별시 성북구에 편입되면서 방학동이 되었고, 1973년부터 도봉구 관할로 되었다.                                                                   |
| 방학제3동 | 1988년 방학2동이 다시 2·3동으로 분동되었다. 1994년 방학4동으로 분동되었다가, 2008년 다시 합동하였다. | 방학동   | 조선시대에는 경기도 양주목 해등촌면 지역이었고, 1914년 양주군 노해면에 속하였다. 1963년 서울특별시 성북구에 편입되면서 방학동이 되었고, 1973년부터 도봉구 관할로 되었다.                                                                   |
| 창제1동   | | 창동     | 조선시대에는 경기도 양주목 해등촌면 지역이었고, 1914년 양주군 노해면에 속하였다. 1963년 서울특별시 성북구에 편입되면서 창동이 되었고, 1973년부터 도봉구, 1988년부터 노원구, 1989년 다시 도봉구 관할이 되었다.                              |
| 창제2동   | 1977년 창동이 창1·2동으로 분동되었다.                                                                | 창동     | 조선시대에는 경기도 양주목 해등촌면 지역이었고, 1914년 양주군 노해면에 속하였다. 1963년 서울특별시 성북구에 편입되면서 창동이 되었고, 1973년부터 도봉구, 1988년부터 노원구, 1989년 다시 도봉구 관할이 되었다.                              |
| 창제3동   | | 창동     | 조선시대에는 경기도 양주목 해등촌면 지역이었고, 1914년 양주군 노해면에 속하였다. 1963년 서울특별시 성북구에 편입되면서 창동이 되었고, 1973년부터 도봉구, 1988년부터 노원구, 1989년 다시 도봉구 관할이 되었다.                              |
| 창제4동   | 1989년 신설하였다.                                                                                   | 창동     | 조선시대에는 경기도 양주목 해등촌면 지역이었고, 1914년 양주군 노해면에 속하였다. 1963년 서울특별시 성북구에 편입되면서 창동이 되었고, 1973년부터 도봉구, 1988년부터 노원구, 1989년 다시 도봉구 관할이 되었다.                              |
| 창제5동   | 1991년 신설하였다.                                                                                   | 창동     | 조선시대에는 경기도 양주목 해등촌면 지역이었고, 1914년 양주군 노해면에 속하였다. 1963년 서울특별시 성북구에 편입되면서 창동이 되었고, 1973년부터 도봉구, 1988년부터 노원구, 1989년 다시 도봉구 관할이 되었다.                              |
| 도봉제1동 | 1975년 도봉동에서 방학동이 분동되었다.                                                               | 도봉동   | 조선시대에는 경기도 양주목 해등촌면 지역이었고, 1914년 양주군 노해면 도봉리로 되었다. 1963년 서울특별시 성북구에 편입되면서 도봉동이 되었고, 1973년 도봉구 관할로 되었다. 1988년부터 노원구 관할이었다가 1989년 다시 도봉구 관할이 되었다. |
| 도봉제2동 | 1977년 도봉동이 도봉1·2동으로 분동되었다.                                                            | 도봉동   | 조선시대에는 경기도 양주목 해등촌면 지역이었고, 1914년 양주군 노해면 도봉리로 되었다. 1963년 서울특별시 성북구에 편입되면서 도봉동이 되었고, 1973년 도봉구 관할로 되었다. 1988년부터 노원구 관할이었다가 1989년 다시 도봉구 관할이 되었다. |

## 연혁
- 1973년 7월 1일 성북구로부터 미아동·번동·수유동·우이동·창동·월계동·쌍문동·상계동·중계동·도봉동·방학동·공릉동·하계동을 분리하여 도봉구가 설치되었다.[2] 수유3동을 신설하였다. (22행정동 13법정동)
- 1975년 10월 1일 동명칭과 관할구역 변경이 있었다. (24행정동)
- 1977년 9월 1일 미아8동, 번2동, 수유5동, 창2동, 도봉2동을 신설하였다. (29행정동)
- 1980년 7월 1일 동사무소 신설이 있었다. (35행정동)
- 1985년 9월 1일 상계5동을 신설하였다. (36행정동)
- 1988년 1월 1일 도봉구 중 도봉동·상계동·하계동·중계동·월계동·공릉동·창동을 관할로 노원구가 설치되었다.[3] (20행정동 6법정동)
- 1988년 7월 1일 방학3동을 선설하였다. (21행정동)
- 1989년 1월 1일 노원구 중 도봉동, 창동이 다시 도봉구 관할로 바뀌었다. (26행정동 8법정동)
- 1989년 6월 1일 창4동을 신설하였다. (27행정동)
- 1991년 9월 1일 미아9동, 번3동, 쌍문4동, 창5동을 신설하였다. (31행정동)
- 1994년 11월 4일 수유6동, 방학4동을 신설하였다. (33행정동)
- 1995년 3월 1일 도봉구 중 미아동, 번동, 수유동, 우이동을 관할로 강북구가 설치되었다.[4] (15행정동 4법정동)
- 2008년 2월 18일 방학4동이 방학3동에 합동되었다. (14행정동)